# Katovické vojvodství (1975–1998)
Katovické vojvodství bylo vojvodství v Polsku, jedno ze 49 vojvodství existujících v letech 1975-1998. Jeho velikost činila 6650 km2 (20. v Polsku), počet obyvatel v roce 1998 3 894 900 obyvatel. V roce 1998 se dělilo na 43 měst a 46 obcí. Sousedilo s 5 vojvodstvími: na západě s Opolským vojvodstvím, na severu s Čenstochovským vojvodstvím, na východě Kieleckým a Krakovským vojvodstvím a na jihu s Bílským vojvodstvím. Jihozápadní hranicí tvořila státní hranice Čеskoslovenskem, od 1. ledna 1993 s Českou republikou.

## Historie
V roce 1975, v důsledku správní reformy v zemi, v severní části katovického vojvodství bylo vytvořeno  čenstochovské vojvodství, v jižní – bílské, dále k vojvodství byly připojeny z opolského vojvodství území okresu Ratiboř, a z krakovského vojvodství – pás území okresů od Brzeszcz po Pilicy (včetně s Jaworznem, Olkuszem a Chrzanowem). Katovické vojvodství mělo rozlohu 6650 km2. Na státních poznávacích značkách vojvodství byly registrační značky KA, KT (od roku 1976), KB, KC, KD (od roku 1980) a KX (od 1993).
V roce 1999 bylo opět změněno administrativní dělení Polska. Téměř celé katovické vojvodství (87,65% – 5828,15 km2) se stalo součástí Slezského vojvodství, s výjimkou území současných okresů Olkusk a Chanów a gminy Brzeszcze v okrese Osvětim (12,35% – 821,85 km2), které se staly součástí Malopolského vojvodství.

## Okresní Střediska
- Okresní správa Będzin pro gminy: Bobrowniki a Psary a města: Będzin, Czeladź, Dąbrowa Górnicza, Sosnowiec a Vojkovice
- Okresní správa Chrzanów pro gminy: Babice, Chrzanów, Libiąż a Trzebinia a město Jaworzno
- Okresní správa Gliwice pro gminy: Gierałtowice, Ornontowice, Pilchowice, Rudziniec, Sośnicowice, Toszek a Wielowieś a města: Gliwice, Knurów, Pyskowice a Zabrze
- Okresní správa Katovice pro gminy Chełm Śląski a města: Bytom, Chorzów, Imielin, Katovice, Mysłowice, Ruda Śląska, Siemianowice Śląskie a Świętochłowice
- Okresní správa Olkusz pro gminy: Bolesław, Klucze, Olkusz a Wolbrom a města Bukowno a Sławków
- Okresní správa Pszczyna pro gminy: Bestwina, Brzeszcze, Czechowice-Dziedzice, Goczałkowice-Zdrój, Miedźna, Pawłowice, Pszczyna a Suszec
- Okresní správa v Raciboř pro gminy: Krzanowice, Krzyżanowice, Kuźnia Raciborska, Nędza, Pietrowice Wielkie a Rudnik, a město Ratiboř
- Okresní správa Rybnik pro gminy: Czerwionka-Leszczyny, Gaszowice, Jejkowice, Kornowac, Lyski a Świerklany a města Rybnik a Żory
- Okresní správa Tarnovskie Góry pro gminy: Krupski Młyn, Świerklaniec, Tąpkowice, Tworóg a Zbrosławice a města: Miasteczko Śląskie, Piekary Śląskie a Tarnowskie Góry
- Okresní správa Tychy pro gminy: Bojszowy, Kobiór a Wyry a města: Bieruń, Lędziny, Łaziska Górne, Mikołów, Orzesze a Tychy
- Okresní správa Wodzisław Śląski pro gminy: Godów, Gorzyce, Lubomia, Marklowice, Mszana a Zebrzydowice a města: Jastrzębie-Zdrój, Pszów, Radlin, Rydułtowy a Wodzisław Śląski
- Okresní správa Zawierc pro gminy: Łazy, Mierzęcice, Ogrodzieniec, Pilica, Siewierz a Żarnowiec a města Poręba a Zawiercie

## Největší města
| Počet obyvatel k 31.12.1976 - Katowice – 348 908 - Bytom – 236 085 - Zabrze – 204 163 - Gliwice – 200 261 - Sosnowiec – 197 920 - Chorzów – 156 472 - Ruda Śląska – 152 196 - Tychy – 139 684 - Wodzisław Śląski – 103 945 - Rybnik – 103 546 - Jastrzębie-Zdrój – 96 159 - Dąbrowa Górnicza – 81 130 - Jaworzno – 75 465 - Siemianowice Śląskie – 72 964 - Mysłowice – 63 934 - Piekary Śląskie – 62 966 - Tarnowskie Góry – 62 826 - Będzin – 60 130 - Świętochłowice – 57 769 - Zawiercie – 51 895 - Racibórz – 46 165 - Pszczyna – 36 948 - Knurów – 36 479 - Czeladź – 34 733 - Chrzanów – 33 455 - Mikołów – 30 595 - Czechowice-Dziedzice – 29 278 - Żory – 28 834 - Olkusz – 23 769 - Pyskowice – 23 197 - Leszczyny – 22 123 - Ząbkowice – 20 897 - Trzebinia – 20 566 - Łaziska Górne – 19 276 - Orzesze – 17 463 - Libiąż – 12 832 - Brzeszcze – 11 541 - Wojkowice – 9 867 - Wolbrom – 7 789 - Bukowno – 7 078 - Łazy – 6 851 - Jeleń – 6 766 - Sławków – 6 176 | Počet obyvatel k 31.12.1998 - Katowice – 345 934 - Sosnowiec – 244 102 - Gliwice – 212 164 - Bytom – 205 560 - Zabrze – 200 177 - Ruda Śląska – 159 665 - Rybnik – 144 582 - Tychy – 133 178 - Dąbrowa Górnicza – 131 037 - Chorzów – 121 708 - Jastrzębie-Zdrój – 102 294 - Jaworzno – 97 929 - Mysłowice – 79 458 - Siemianowice Śląskie – 77 254 - Żory – 66 209 - Tarnowskie Góry – 66 137 - Piekary Śląskie – 65 991 - Racibórz – 64 273 - Będzin – 60 624 - Świętochłowice – 59 249 - Zawiercie – 55 582 - Wodzisław Śląski – 49 661 - Knurów – 43 332 - Chrzanów – 41 894 - Olkusz – 40 023 - Mikołów – 39 191 - Czeladź – 35 888 - Czechowice-Dziedzice – 35 731 - Czerwionka-Leszczyny – 30 343 - Pszczyna – 26 723 - Rydułtowy – 23 778 - Łaziska Górne – 22 906 - Bieruń – 21 988 - Pyskowice – 21 764 - Trzebinia – 19 877 - Orzesze – 18 931 - Radlin – 18 555 - Radzionków – 18 280 - Libiąż – 18 053 - Lędziny – 17 804 - Pszów – 15 125 - Brzeszcze – 12 441 - Bukowno – 10 521 - Wojkowice – 10 067 |

## Počet obyvatel v letech
- 1975 – 3 487 900
- 1980 – 3 733 900
- 1985 – 3 916 400
- 1990 – 3 988 800
- 1995 – 3 924 800
- 1998 – 3 894 900

## Wojvodové
Vojvodové:
- Stanisław Kiermaszek (1975-1978)
- Zdzisław Legomski (1978-1980)
- Henryk Lichoś (1980-1981)
- Roman Paszkowski (1981-1985)
- Tadeusz Wnuk (1985-1990)
- Wojciech Czech (1990-1994)
- Eugeniusz Ciszak (1994-1997)
- Marek Kempski (1997-1998)